# Fanuel Kenosi
Fanuel Kenosi, född 3 maj 1988, är en friidrottare från Botswana. Han deltog vid olympiska sommarspelen 2008.